# Carlos Diehz
Carlos Diehz (Ciudad de México, 18 de marzo de 1971) es un actor y arquitecto mexicano residente en Vancouver, reconocido principalmente por interpretar al cardenal Benítez en la película Cónclave de 2024, dirigida por Edward Berger. Este filme, basado en la novela Cónclave de Robert Harris publicada en 2016, analiza las complejidades políticas y espirituales involucradas en la elección de un nuevo Papa.

## Primeros años y carrera
Diehz nació en la Ciudad de México y pasó gran parte de su juventud cultivando su interés en las artes, incluyendo el dibujo, la pintura y el canto. Aunque mostró interés en la actuación durante la escuela secundaria, su timidez lo llevó a dudar en seguir ese camino. Durante más de 30 años trabajó como arquitecto, y en 2009 se mudó a Canadá, donde se estableció en Vancouver.
En 2020, tras ver crecer y mudarse a sus hijos, Diehz decidió retomar su pasión por la actuación. Durante la pandemia de COVID-19, se inscribió en talleres en línea y recibió formación de entrenadores como Waymon Boone y Jessica Houde. Aunque inicialmente veía la actuación como un pasatiempo, siguió un camino más serio tras recibir el consejo de sus instructores.

## Avance conCónclave
El papel decisivo de Diehz llegó con Cónclave, un thriller papal dirigido por Edward Berger. La búsqueda global de casting, encabezada por Nina Gold, culminó con la selección de Diehz para interpretar al cardenal Benítez tras una serie de audiciones realizadas en 2022. La película, filmada en Roma, contó con un prestigioso elenco que incluyó a Ralph Fiennes, John Lithgow, Stanley Tucci e Isabella Rossellini.
Diehz incorporó su experiencia de vida como arquitecto e inmigrante a su interpretación, conectándose profundamente con los valores de humildad y progresismo de su personaje. Durante la producción, contó con la tutoría de coprotagonistas como Ralph Fiennes y John Lithgow, quienes le brindaron consejos sobre técnicas de actuación y cómo superar el miedo escénico.

## Vida personal
Diehz sigue combinando su trabajo en arquitectura con su carrera como actor. En entrevistas, ha manifestado su interés en explorar más oportunidades en la actuación, inspirándose en su trayectoria y experiencias de vida. Fuera de su profesión, disfruta de la pintura y el karaoke, donde a menudo interpreta canciones de la década de 1980.
En lo espiritual, al inicio de su vida, Carlos era creyente pero abandonó la fe en sus años de juventud. Sin embargo, en una de las visitas del papa Juan Pablo II a México, Carlos Diehz asistió a uno de sus discursos y el hecho de que el Pontífice hablara desde una perspectiva social y cercana hizo que el actor volviera a acercarse a la religión cristiana. A día de hoy, se sigue considerando cristiano.

## Filmografía

### Largometrajes
| Año  | Título   | Personaje                |
| ---- | -------- | ------------------------ |
| 2024 | Cónclave | Cardenal Vincent Benítez |